# Умершие в ноябре 2015 года
Это список известных людей, соответствующих установленным критериям значимости (см. Википедия:Критерии значимости персоналий), умерших в ноябре 2015 года.
Причина смерти указывается лишь в исключительных случаях (убийство, самоубийство, гибель в результате военных действий, смертная казнь, ДТП или несчастные случаи). В остальных случаях — не указывается.

## 30 ноября
- Бенюх, Олег Петрович (87) — советский и российский журналист[1].
- Деплас, Жан (71) — французский виолончелист, лауреат международных конкурсов[2].
- Клингберг, Авраам Маркус (97) — израильский учёный, осуждённый за шпионаж в пользу СССР[3].
- Коновалова, Лилия Николаевна (82) — советская волейболистка, двукратная чемпионка мира в составе сборной СССР (1956, 1960) и серебряный призёр чемпионата мира (1962)[4].
- Мерниси, Фатима (75) — марокканская писательница, социолог и публицист[5].
- Мидзуки, Сигэру (93) — японский мангака, автор манги GeGeGe no Kitarou[6].
- Норманов, Азамат Турдиевич (48) — российский каратист и тренер; убит[7].
- Пламмер, Адольф (77) — американский спринтер, мировой рекордсмен (1963)[8].
- Рязанов, Эльдар Александрович (88) — советский и российский кинорежиссёр, сценарист, поэт, драматург, профессор, народный артист СССР (1984); сердечная недостаточность[9][10].
- Фиск, Грег (70) — американский государственный деятель, мэр города Джуно (Аляска, США) (с 2015 года)[11].
- Хадзисаввас, Минас[англ.] (67) — греческий актёр[12].
- Шэган, Стив (88) — американский писатель, сценарист и продюсер, двукратный номинант на премию «Оскар» (1974, 1975) («Спасите тигра», «Путешествие проклятых»)[13].
- Яшкулов, Сергей Борисович (74) — советский и российский актёр театра и кино, заслуженный артист РСФСР (1980)[14].

## 29 ноября
- Блехман, Леонид Михайлович (64) — советский и израильский тележурналист, один из основателей израильского русскоязычного «9 канала» и его генеральный директор (2006—2013)[15].
- Джансон, Джонатан (85) — британский яхтсмен, бронзовый призёр летних Олимпийских игр в Мельбурне (1956) в классе «Дракон»[16].
- Марстон, Джо (89) — австралийский футболист[17].
- Мгеладзе, Караман Георгиевич (87) — советский и грузинский кинорежиссёр, сценарист, актёр[18].

## 28 ноября
- Алатало, Эдвин Павлович (66) — советский и российский театральный деятель, директор Национального театра Республики Карелия (1981—1997)[19].
- Беретти, Йока (87) — нидерландская актриса[20][21].
- Берн, Джерри (77) — английский футболист, защитник «Ливерпуля» и сборной Англии, чемпион мира (1966)[22].
- Бонди, Люк (67) — швейцарский театральный и кинорежиссёр, сценарист, писатель, актёр; директор парижского театра «Одеон» (с 2012)[23].
- Жубер, Жан (87) — французский писатель и поэт[24].
- Круглов, Юрий Анатольевич (74) — советский и российский художник, заслуженный художник Российской Федерации (1998)[25].
- Менделусе, Хосе Мария (64) — испанский писатель и политический деятель, лауреат премии Креста Сант-Жорди (1996) и второй премии «Планета» (1998), депутат Европейского парламента (1994—2004)[26].
- Нусупова, Жумагуль Балтабаевна (84) — советский государственный деятель, министр культуры Киргизской ССР (1980—1985)[27].
- Румянцев, Андрей Иванович (53) — советский и латвийский артист балета, педагог, солист балета Латвийской национальной оперы (1980—2005)[28].
- Стронг, Морис (86) — канадский дипломат и бизнесмен, генеральный секретарь конференция ООН по проблемам окружающей среды 1972 года, первый исполнительный директор Программы ООН по окружающей среде (1972—1975)[29].
- Султанов, Уткир Тухтамурадович (76) — узбекский государственный деятель, премьер-министр Республики Узбекистан (1995—2003)[30].
- Томчикевич, Томаш (54) — польский политический деятель, парламентский лидер партии «Гражданская платформа» (2010—2011)[31].
- Уокер, Олин (85) — американский государственный деятель, губернатор Юты (2003—2005)[32].
- Эльчи, Тахир (48 или 49) — турецкий адвокат и общественный деятель; убит[33].
- Юрт аф Урнес, Барбро (94) — шведская актриса, лауреат Каннского кинофестиваля (1958) за лучшую женскую роль («На пороге жизни») (о смерти объявлено в этот день)[34][35].

## 27 ноября
- Акимов, Владимир Владимирович (66) — советский и российский партийный и общественный деятель, политолог[36].
- Гаджиев, Тофик Исмаил оглы (79) — советский и азербайджанский лингвист и государственный деятель, действительный член Национальной академии наук Азербайджана (2014), директор Института языкознания имени Насими (с 2014 года), министр просвещения Азербайджанской Республики (1993)[37].
- Говорков, Владимир Николаевич (62) — советский и российский поэт[38].
- Гутфройнд, Амир (52) — израильский писатель[39].
- Зорькин, Юрий Иванович (83) — советский и узбекский художник[40].
- Суриков, Валерий Павлович (52) — советский и российский кинорежиссёр[41].
- Шапирко, Пётр Михайлович (62) — советский и украинский деятель правоохранительных органов, начальник УМВД Украины в Николаевской области (1994—1999), генерал-майор милиции[42].

## 26 ноября
- Анкудинова, Елена Андреевна (62) — советский и российский искусствовед, директор Ярославского музея-заповедника (2001—2010), заслуженный работник культуры Российской Федерации (2006), лауреат Государственной премии Российской Федерации (2011)[43].
- Бирюков, Андрей Владимирович (52) — российский научный работник и деятель образования, ректор «Самарского института — Высшая школа приватизации и предпринимательства» (с 2008 года), профессор, почётный работник высшего профессионального образования Российской Федерации (2013)[44].
- Булё, Йорго (76) — албанский историк и филолог, академик Академии наук Албании (2003)[45].
- Гастель, Норберт (86) — немецкий актёр[46].
- Жарникова, Светлана Васильевна (69) — советский и российский этнограф, искусствовед.
- Карашима, Нобору (82) — японский историк[47].
- Кукарин, Александр Олегович (22) — российский спортсмен по современному пятиборью, серебряный призёр чемпионата мира и бронзовый призёр чемпионата Европы (2015); остановка сердца[48].
- Льюис, Гай (93) — американский баскетбольный тренер, тренер студенческой команды университета Хьюстона (1956—1986)[49].
- Холминов, Александр Николаевич (90) — советский композитор, народный артист СССР (1984)[50].

## 25 ноября
- Белл, О’Нил (40) — ямайский боксёр, экс-чемпион мира по версиям IBF, WBA и WBC; убит[51].
- Воронков, Дмитрий Спартакович (58) — российский поэт, киносценарист, автор и исполнитель песен в кино[52].
- Вяселев, Мурат Рустемович (81) — советский и российский радиотехник, профессор, заслуженный работник высшей школы Российской Федерации (1999)[53].
- Диас, Луис Мануэль (?)[значимость?] — венесуэльский политический деятель, один из лидеров оппозиционной партии «Демократическое действие»; убит[54].
- Илчев, Цветан (78 или 79) — болгарский футбольный тренер, тренер сборной Болгарии по футболу (1978—1979)[55].
- Тимин, Владимир Васильевич (78) — советский и российский коми писатель и сценарист, народный поэт Республики Коми (2006), заслуженный работник культуры Российской Федерации (2003)[56].
- Уильямс, Эльмо (102) — американский монтажёр и продюсер, лауреат премии «Оскар» за лучший монтаж (1953) («Ровно в полдень»)[57].
- Хельсинг, Леннарт (96) — шведский писатель[58].
- Хускивадзе, Михаил Кронидович (96) — советский и украинский спортсмен и тренер, заслуженный тренер СССР (1974)[59].
- Шевцик, Владимир Карлович (78) — советский и российский кинооператор, заслуженный деятель искусств Российской Федерации (2000)[60].

## 24 ноября
- Вардересян, Вардуи Карапетовна (87) — советская и армянская актриса театра и кино, народная артистка СССР (1988)[61].
- Габриэль, Пьер (82) — французский математик, доказавший теорему Габриэля[англ.][62].
- Гумгал, Зденек (81) — чехословацкий волейболист, серебряный призёр летних Олимпийских игр в Токио (1964)[63].
- Киселёв, Олег Иванович (70) — советский и российский вирусолог, директор Научно-исследовательского института гриппа (с 1988 года), академик РАН (2013; академик РАМН с 2005)[64].
- Магидов, Владимир Маркович (77) — советский и российский историк, доктор исторических наук[65].
- Ненов, Добрин (73) — болгарский футболист и тренер[66].
- Пешков, Олег Анатольевич (45) — российский военный лётчик, Герой Российской Федерации (2015); погиб[67].
- Шоренштейн, Дуглас (60) — американский банкир, генеральный директор Федерального резервного банка Сан-Франциско (с 2011)[68].

## 23 ноября
- Ануров, Александр Александрович (51) — советский и российский актёр театра и кино, режиссёр и театральный деятель []http://www.kinopoisk.ru/name/1738790/.
- Бернар, Пьер (73) — французский художник и графический дизайнер, лауреат премии Эразма (2006)[69].
- Бубеннов, Александр Геннадьевич (56) — советский и российский тренер по боксу, мастер спорта СССР, заслуженный тренер Российской Федерации[70].
- Валлин, Бенгт-Арне (89) — шведский композитор и музыкант[71].
- Васильев, Бакалин Николаевич (78)[значимость?] — советский и российский бурятский артист балета и педагог, танцовщик и педагог-хореограф Бурятского государственного академического театра оперы и балета (с 1956 года), народный артист Бурятской АССР (1979)[72].
- Инан, Камран (86) — турецкий государственный деятель, министр энергетики и природных ресурсов (1977—1978)[73].
- Кайпайнен, Йоуни[фин.] (58) — финский композитор[74].
- Карсакбаев, Идрис Есенгалиевич (83) — советский и казахстанский художник и киноактёр, художник-постановщик киностудии «Казахфильм» им. Шакена Айманова, лауреат Государственной премии Казахской ССР (1978)[75].
- Квартерон, Хуан (80) — аргентинский футболист и тренер, старший тренер сборной Сальвадора по футболу (1984—1985)[76].
- Локхарт, Беатрис (71) — уругвайская пианистка и композитор[77].
- Мэрдиан, Сэмюэль (96) — американский государственный деятель, мэр Финикса (1960—1964)[78].
- Никандров, Григорий Алексеевич (65) — российский промышленник, полномочный представитель президента Российской Федерации в Амурской области (1993—1996)[79].
- Норт, Дуглас (95) — американский экономист, один из основоположников клинометрики, лауреат Нобелевской премии по экономике (1993)[80].
- Оберхуммер, Хайнц (74) — австрийский физик[81].
- Окунь, Лев Борисович (86) — советский и российский физик, академик РАН (1991; академик АН СССР с 1990)[82].
- Робинсон, Синтия (69) — американская певица и музыкант, соосновательница группы Sly & the Family Stone[83].
- Фант, Дэн (71) — американский писатель[84].
- Холт, Хазель (87) — британская писательница[85].
- Цафрир, Йорам[англ.] (77) — израильский археолог, член Израильской академии естественных и гуманитарных наук (2001), профессор[86].
- Шаден, Отто (78) — американский археолог и египтолог[87].

## 22 ноября
- Али Ахсан Мохаммад Муджахид (67) — бангладешский государственный деятель, министр социальных дел (2001—2007); казнён[88].
- Ауди, Абубакр (68) — нигерийский государственный деятель, губернатор штата Коги (1992—1993, 1999—2003)[89].
- Багманов, Ирек Валеевич (82) — советский и российский актёр, артист Татарского академического театра им. Галиаскара Камала (с 1964 года), народный артист Татарской АССР (1982)[90].
- Гаирбекова, Машидат Гаджиевна (87) — советская и российская дагестанская поэтесса[91].
- Ким Ён Сам (87) — южнокорейский государственный деятель, президент Республики Корея (1993—1998)[92].
- Могильный, Валентин Викторович (49) — советский гимнаст, пятикратный чемпион мира (1985, 1989)[93].
- Силверстайн, Джозеф (83) — американский скрипач и дирижёр[94].
- Стюарт, Робин (69) — британский актёр[95][96].
- Трошкин, Владлен Павлович (85) — советский и российский режиссёр-документалист, народный артист РСФСР (1979)[97].
- Фуер, Виктор Семёнович (58) — российский государственный деятель, префект Центрального административного округа Москвы (с 2012)[98].
- Шёквист, Ингеборга (103) — шведская прыгунья в воду, двукратный серебряный призёр чемпионатов Европы (1931 и 1934)[99].

## 21 ноября
- Бутенко, Виктор Яковлевич (70) — российский театральный деятель, директор Астраханского государственного театра юного зрителя (с 1993 года), заслуженный работник культуры Российской Федерации (2014)[100].
- Бутенко, Тамара Александровна (70)[значимость?] — советская и российская актриса Астраханского государственного театра юного зрителя (с 1964 года)[100].
- Роблес, Херман (86) — испанский и мексиканский актёр[101].
- Степанов, Вадим Леонидович (75) — русский писатель[102].
- Субочев, Александр Михайлович (84) — советский рабочий, передовик машиностроения, Герой Социалистического Труда (1971)[103].
- Фахим, Амин (76) — пакистанский поэт и государственный деятель, министр торговли Пакистана (2008—2013)[104].
- Фостер, Боб (76) — американский боксёр-профессионал, чемпион мира в полутяжёлой (версия WBC, 1969—1974; версия WBA, 1969—1970, 1972—1974) весовой категории[105].
- Хаглунд, Линда (59) — шведский спринтер, чемпионка Европы в помещении (1976), участница трёх Олимпийских игр (1972, 1976, 1980)[106].

## 20 ноября
- Дарие, Павел (85) — советский и молдавский писатель[107].
- Дулич, Влатко (72) — хорватский актёр[108].
- Иселья, Нестор (78) — аргентинский футболист, чемпион Чили (1966)[109].
- Керимов, Гасан (60) — азербайджанский политический деятель, председатель Верховного Меджлиса партии Народного фронта Азербайджана[110].
- Китаноуми Тосимицу (62) — японский борец сумо, победитель 24-х турниров, 55-й ёкодзуна, председатель Японской ассоциации сумо; рак прямой кишки[111].
- Китова, Светлана Александровна (55) — советская бегунья, двукратная чемпионка Европы в помещении (1983, 1986)[112].
- Кукшиев, Борис Кириллович (62) — советский и российский художник, заслуженный работник культуры Российской Федерации (2014)[113].
- Мичелл, Кит (88) — австралийский актёр[114].
- Полищук, Геннадий Григорьевич (70) — советский и российский мастер художественного чтения, журналист и спортивный комментатор, заслуженный артист Эстонской ССР (1979)[115].
- Сагратян, Ашот Аристакесович (79) — советский и российский писатель, литературовед, художник, переводчик произведений Уильяма Шекспира и армянских писателей на русский язык[116].
- Устинов, Валентин Алексеевич (77) — советский и российский поэт[117].

## 19 ноября
- Зукотти, Джон (78) — американский бизнесмен, чьим именем назван Зукотти-парк[118].
- Каримов, Альберт Михайлович (74) — советский и российский архитектор, главный архитектор Омска (1975—2005), заслуженный архитектор РСФСР (1988)[119].
- Пилипенко, Валерий Васильевич (72) — советский и российский краевед, коллекционер, литературовед, публицист и общественный деятель, заслуженный работник культуры Российской Федерации (1994)[120].
- Рампан, Корри (62) — индонезийский писатель[121].
- Ризон, Рекс (86) — американский актёр («Этот остров Земля»)[122].
- Де ла Сьерва, Рикардо (89) — испанский историк и государственный деятель, министр культуры (1980)[123].
- Триведи, Рам Кришна (94) — индийский государственный деятель, губернатор Гуджарата (1986—1990)[124].
- Уитфилд, Мэл (91) — американский легкоатлет, трёхкратный чемпион Олимпийских игр (1948 — дважды, 1952)[125].
- Хайнс, Рон (64) — канадский автор-исполнитель[126].

## 18 ноября
- Абаауд, Абдельхамид (28) — организатор террористических актов в Париже 13—14 ноября 2015 года; убит[127].
- Вальми, Андре (96) — французский актёр («Миллионеры на один день», «Если парни всего мира...»)[128].
- Ветров, Николай Фёдорович (96) — участник Великой Отечественной войны, механик французской истребительной авиаэскадрильи «Нормандия-Неман», кавалер ордена Почётного легиона (2006)[129].
- Каприн, Дмитрий Васильевич (94) — участник Великой Отечественной войны, полковник в отставке, Герой Советского Союза (1945)[130].
- Кнаусс, Джон (90) — американский океанолог и метеоролог, руководитель Национального управления океанических и атмосферных исследований (1989—1993)[131].
- Ли, Валентин Захарович (81) — советский и казахстанский тренер по велосипедному спорту, заслуженный тренер Казахской ССР (1971)[132].
- Лому, Джона (40) — новозеландский регбист[133].
- Макутынович, Болеслав Леонович (58) — советский правоохранитель, командир Вильнюсского ОМОНа (1988—1991), участник событий в Вильнюсе в январе 1991 года[134].
- Мушко, Евгений Львович (65) — советский и российский актёр театра и кино («Кулагин и партнёры», «Преступление будет раскрыто»)[135].
- Придо, Джеймс (88) — американский драматург и сценарист («Мужчина этажом выше»), лауреат премии «Драма Деск» (1973)[136].
- Рахманова, Аза Гасановна (83) — советский и российский врач-инфекционист, ведущий специалист в области ВИЧ-инфекции, профессор, заслуженный деятель науки Российской Федерации (1998)[137].
- Сирлс, Гарольд (97) — американский психиатр[138].
- Стрелков, Михаил Александрович (76) — советский и российский актёр и театральный педагог, заслуженный артист РСФСР (1988)[139].
- Тадден, Рудольф фон (83) — немецкий историк[140].
- Троян, Пшемыслав (86) — польский биолог и эколог, профессор[141].
- Ферро, Дэниел — американский оперный певец и педагог[142].
- Шапоров, Михаил Николаевич (65) — советский и таджикский тренер по спортивной акробатике, заслуженный тренер Республики Таджикистан, мастер спорта СССР[143].
- Якушев, Виктор Васильевич (67) — советский и российский хоккейный арбитр, главный инспектор КХЛ[144].

## 17 ноября
- Власков, Виктор Андреевич (70) — советский и российский художник кино («Вам и не снилось…», «Не ходите, девки, замуж»)[145].
- Гиро, Андрей Владимирович (48) — белорусский дипломат, Чрезвычайный и Полномочный Посол Белоруссии в Германии (с 2009 года)[146].
- Грубельник, Драго (39) — словенский горнолыжник, участник Олимпийских игр 1998, 2002 и 2006 годов, главный тренер сборной Болгарии по горнолыжному спорту (с 2013 года)[147].
- Де Карвалью, Луис (90) — бразильский эстрадный певец[148].
- Керманшахи, Рахим (93) — иранский поэт[149].
- Троянович, София (79) — польский филолог, профессор[150].

## 16 ноября
- Балыкина, Юлия Владимировна (31) — белорусская легкоатлетка, участница летних Олимпийских игр в Лондоне (2012), многократная чемпионка Белоруссии; убита (тело обнаружено в этот день)[151] Архивная копия от 17 ноября 2015 на Wayback Machine.
- Банделл, Рональд (69) — нидерландский государственный деятель, мэр Дордрехта (2000—2010)[152].
- Вагнер, Роберт Иванович (90) — советский и российский онколог, член-корреспондент РАН (2014; член-корреспондент РАМН с 1986), заслуженный деятель науки Российской Федерации (2003)[153].
- Гаццоло, Нандо (87) — итальянский актёр[154].
- Гросс, Майкл (70) — американский художник, дизайнер и продюсер, автор логотипа к фильму «Охотники за привидениями»[155].
- Емельянов, Владимир Александрович (92) — советский и российский инженер-судостроитель, директор Невского судостроительного завода (1962—1974) и завода «Северная верфь» (1974—1991), Герой Социалистического Труда (1986) .
- Канари, Дэвид (77) — американский киноактёр, пятикратный лауреат премии «Эмми»[156].
- Катлевич, Ежи (88) — польский дирижёр[157].
- Кован, Ричард[англ.] (57) — американский оперный певец (баритон)[158].
- Липкин, Сеймур (88) — американский пианист, дирижёр и музыкальный педагог[159].
- Матушкин, Семён Егорович (93) — советский и российский педагог, ректор Челябинского государственного университета (1976—1987), член-корреспондент Российской академии образования (РАО) (1993; член-корреспондент АПН СССР с 1974), заслуженный деятель науки Российской Федерации (1997)[160].
- Олмстед, Берт (89) — канадский хоккеист («Монреаль Канадиенс», «Чикаго Блэкхокс», «Торонто Мейпл Лифс»), пятикратный победитель «Кубка Стэнли» (1953, 1956, 1957, 1958, 1962)[161].
- Сотников, Иван Юрьевич (54) — российский художник[162].
- Сурин, Александр Владимирович (75) — советский и российский кинорежиссёр и актёр, заслуженный деятель искусств Российской Федерации (2000)[163].
- Ферреро, Рикардо (60) — аргентинский футболист, чемпион Аргентины (1980)[164].
- Фомин, Виталий Васильевич (85) — советский и российский инфекционист, профессор Уральского государственного медицинского университета, заслуженный деятель науки Российской Федерации (1996), почётный гражданин Екатеринбурга[165].
- Фомин, Владимир Михайлович (83) — советский военный и педагог, начальник Казанского высшего военного инженерно-командного училища Ракетных войск (1983—1989), генерал-лейтенант в отставке[166].
- Чернов, Иван Юрьевич (55) — советский и российский почвовед, эколог, член-корреспондент РАН (2006)[167].

## 15 ноября
- Ато, Кай (69) — японский актёр[168].
- Ахмедбейли, Фархад Солтан оглы (92) — советский и азербайджанский геолог, член-корреспондент Национальной академии наук Азербайджана (НАНА) (2001)[169].
- Бирмингем, Стивен (86) — американский писатель[170].
- Васка, Лаури (90) — американский химик эстонского происхождения[171].
- Го Цзе (103) — китайский метатель диска, участник летних Олимпийских игр в Берлине (1936)[172].
- Джаффри, Саид (86) — индийский и британский актёр, лауреат премии Filmfare Awards (1979)[173].
- Дора Долл (93) — французская актриса[174].
- Донев, Петр[болг.] (89) — болгарский киносценарист и кинорежиссёр («Бедная улица», «Вечный календарь», «Бон шанс, инспектор»)[175].
- Макиавелли, Николетта (71) — итальянская актриса[176].
- Марджера, Винсент (59) — американский актёр[177].
- Мукерджи, Рамкришна[англ.] (98) — индийский статистик, антрополог и социолог[178].
- Орфей, Мойра (83) — итальянская артистка цирка, актриса кино и телеведущая[179].
- Румянцев, Алексей Павлович (94) — сержант Советской Армии, участник Великой Отечественной войны, Герой Советского Союза (1943)[180].
- Скарф, Герберт (85) — американский экономист[181].
- Слоун, Филипп (известный как P. F. Sloan) (70) — американский автор-исполнитель[182].
- Чайка, Анатолий Климентьевич (73) — советский и российский учёный в области сельскохозяйственных наук, директор Приморского НИИ сельского хозяйства (с 1976 года), академик РАН (2013; академик РАСХН с 1997), заслуженный деятель науки Российской Федерации (2000)[183].

## 14 ноября
- Безрученко, Грант Александрович (53) — российский предприниматель, основатель крупнейшей аптечной сети «Имплозия»[184].
- Бехбудов, Эльчин (55) — азербайджанский правозащитник[185].
- Бояхчян, Валерий Сергеевич (65) — советский, российский и американский художник, художник-постановщик кино («Короли и капуста»)[186].
- Гоптарев, Михаил Михайлович (77) — советский и российский художник[187].
- Кобзарев, Кирилл Игоревич (35)[значимость?] — российский актёр театра и кино («Андерсен. Жизнь без любви», «В ожидании чуда», «Москва. Три вокзала», «Батальонъ»); ДТП[188].
- Митчелл, Уоррен (89) — британский актёр[189].
- Назер, Хишам (83) — государственный деятель Саудовской Аравии, министр планирования (1975—1991) министр нефти и минеральных ресурсов (1986—1995)[190].

## 13 ноября
- Бамбини, Джорджо (70) — итальянский боксёр, бронзовый призёр летних Олимпийских игр в Мехико (1968)[191].
- Виссер, Хенк (83) — нидерландский легкоатлет, рекордсмен Европы в прыжках в длину (1956)[192].
- Герке, Гленн (84) — американский деятель образования, президент Хьюстонского университета (1995—1997)[193].
- Грув, Бетти Энн (86) — американская актриса, певица и танцовщица[194].
- Дэйтон, Брюс (97) — американский бизнесмен, президент компании Target[195].
- Жук, Владимир Станиславович (95)[значимость?] — участник Великой Отечественной войны, Курской и Сталинградской битв, Парада Победы 1945 года, полковник в отставке[196].
- Зданавичюте, Регина (90) — советская и литовская актриса Паневежского театра (1943—2003) и кино («Никто не хотел умирать»), народная артистка Литовской ССР (1985)[197].
- Кожемякин, Вениамин Ефимович (89) — сотрудник органов государственной безопасности СССР, полковник в отставке.

## 12 ноября
- Бабатов, Мухаммад Мухтар (шейх Мухаммад Мухтар Кяхулайский) (60) — российский религиозный деятель, духовный лидер мусульман Дагестана[198].
- Бэлан, Лучан (56) — румынский футболист («Стяуа»), обладатель Кубка европейских чемпионов (1986) и Суперкубка УЕФА (1987); самоубийство[199].
- Вархиди, Паль (84) — венгерский футболист, бронзовый призёр летних Олимпийских игр в Риме (1960)[200].
- Громов, Анатолий Матвеевич (91) — советский и российский конструктор в области оборонной радиоэлектронной промышленности, главный конструктор радиоэлектронной аппаратуры ленинградского научно-производственного объединения «Ленинец», Герой Социалистического Труда (1981)[201].
- Динов, Николай Николаевич (74) — советский и белорусский театральный и кинорежиссёр; несчастный случай[202].
- Игамбердиев, Николай (62) — советский, российский и казахстанский футболист и тренер[203].
- Фюлёп, Мартон (32) — венгерский футболист, экс-вратарь «Сандерленда», «Лестер Сити», «Манчестер Сити» и сборной Венгрии; рак[204].
- Шиклер, Аарон (93) — американский художник-портретист[205].
- Эмвази, Мухаммад (27) — палач организации «Исламское государство»; убит[206].

## 11 ноября
- Летучий, Владимир Матвеевич (72) — советский и российский поэт, переводчик[207][неавторитетный источник].
- Марстон, Натаниэль (40) — американский актёр[208].
- Мутафян, Левон Григорьевич (61) — армянский театровед, журналист, автор и постановщик пьес, заслуженный деятель искусств Республики Армения (2007)[209].
- Техера Парис, Энрике (96) — венесуэльский государственный деятель, министр иностранных дел Венесуэлы (1989)[210].
- Перепелица, Константин Иванович (77) — советский и белорусский актёр Брестского академического театра драмы (с 1966 года) и кино («Государственная граница»), заслуженный артист Белорусской ССР (1976)[211].
- Скоу-Хансен,Таге (90) — датский писатель[212].
- Тейлор, Фил (61) — британский барабанщик (Motörhead)[213].
- Юнгвальд-Хилькевич, Георгий Эмильевич (81) — советский и российский кинорежиссёр, сценарист, художник, продюсер, заслуженный деятель искусств РСФСР (1990)[214].

## 10 ноября
- Амдал, Джин (92) — американский учёный в области вычислительной техники, математик и предприниматель[215].
- Атлас, Дэвид (91) — американский метеоролог, один из пионеров радарной метеорологии[216].
- Видаль, Лоран (31) — французский триатлонист, неоднократный призёр международных соревнований[217].
- Глюксманн, Андре (78) — французский философ и писатель-эссеист[218].
- Демидко, Владимир Николаевич (63) — украинский государственный и политический деятель, народный депутат Украины V—VII созывов (2006—2014)[219].
- Занкишиев, Роберт Владимирович (27)[значимость?] — российский террорист, лидер кабардино-балкарского отделения ИГИЛ; убит[220].
- Карс, Тео (75) — нидерландский писатель[221].
- Крафт, Роберт (92) — американский дирижёр и музыковед[222].
- Пуджасумарта, Иоанн (65) — индонезийский католический прелат, архиепископ Семаранга (с 2010 года)[223].
- Райт, Майкл (35) — американский баскетболист, выступавший в составе ведущих европейских клубов[224].
- Рот, Клаус Фридрих (90) — британский математик, лауреат Филдсовской премии (1958)[225].
- Туссен, Алан (77) — американский композитор и пианист, поэт-песенник и музыкальный продюсер[226].
- Флегонтов, Игорь Борисович (78) — советский и российский инженер и организатор производства, лауреат Государственной премии СССР (1986), почётный радист СССР (1987)[227].
- Шкребень, Георгий Сергеевич (66) — советский и российский педагог и историк, специалист в области истории СССР, проректор по учебной работе Челябинского государственного педагогического университета (1994—2014), заслуженный работник высшей школы Российской Федерации (2004)[228].
- Шмидт, Гельмут (96) — западногерманский государственный деятель, федеральный канцлер ФРГ (1974—1982)[229].
- Юсупов, Газимагомед Джабраилович (74) — советский и российский дагестанский писатель, переводчик и журналист, главный редактор газеты «Замана» (1993—2012)[230][неавторитетный источник].

## 9 ноября
- Бильтун, Устад (102) — афганский певец и исполнитель[231].
- Дода, Кэрол (78) — американская танцовщица, одна из первых топлесс-танцовщиц[232].
- Зоннабенд, Иоланда (80) — британский театральный и балетный художник[233].
- Зубчук, Михаил Петрович (47) — советский и российский футболист, выступавший в составе воронежского «Факела» (1996—1997, 1999)[234] Архивная копия от 10 декабря 2015 на Wayback Machine.
- Осадчий, Сергей Юрьевич (55) — российский государственный деятель, депутат Государственной Думы РФ IV —V созывов (2003—2011)[235].
- ду Регу Баррос Нетту, Себастьян (75) — бразильский дипломат, посол Бразилии в СССР и России (1990—1994)[236].
- Сазонов, Иван Михайлович (75) — советский и российский оперный певец (тенор), солист Нижегородского театра оперы и балета им. А. С. Пушкина (1992—2011), заслуженный артист Азербайджанской ССР[237].
- Соколова, Людмила Васильевна (86) — советская актриса («Молодая гвардия», «Композитор Глинка», «Андриеш») и одна из первых дикторов советского телевидения, заслуженная артистка РСФСР (1982)[238].
- Уайт, Энди (85)[значимость?] — шотландский барабанщик, участвовавший в записях группы «The Beatles» («пятый битл»)[239].
- Фостенко, Николай Семёнович (90) — участник Великой Отечественной войны, полный кавалер ордена Славы[240].
- Фукс, Эрнст (85) — австрийский художник, один из основателей Венской школы фантастического реализма[241].

## 8 ноября
- аль-Арьяни, Абдель Карим Али (81) — йеменский государственный деятель, премьер-министр Йеменской Арабской Республики (1980—1983) и премьер-министр Йемена (1998—2001)[242].
- Ван дер Грун, Дора (88) — бельгийская актриса[243].
- Карпецкий, Николай Дмитриевич (69) — советский и российский художник[244].
- Кригер, Байрон (95) — американский спортивный фехтовальщик, двукратный чемпион Панамериканских игр (1951), участник Олимпийских игр (1952, 1956)[245].
- Мехра, Ом Пракаш (96) — индийский военный и государственный деятель, губернатор Раджастхана (1985—1987)[246].
- Оташ, Немати (61) — таджикский поэт, главный редактор журнала «Паеми Сугд» (похороны состоялись в этот день)[247].
- Пол, Энгэд (45) — американский продюсер[248].
- Толстов, Евгений Степанович (67) — актёр Приднестровского государственного театра драмы и комедии (с 1974 года), народный артист Приднестровской Молдавской Республики (2007)[249].
- Харитонов, Алексей Юрьевич (31)[значимость?] — российский футболист, выступавший за ульяновскую «Волгу» (2007—2010)[250].
- Харитонов, Виктор Владимирович (78) — советский и российский актёр театра и кино, создатель театра «Эксперимент», заслуженный артист РСФСР (1984)[251].
- Чуева, Наталья Станиславовна (?) — советский и белорусский организатор библиотечного дела, бывший директор Минской областной библиотеки им. А. С. Пушкина, председатель Белорусской библиотечной ассоциации[252].
- Эшпай, Андрей Яковлевич (90) — советский и российский композитор, музыкант и педагог, народный артист СССР (1981), лауреат Ленинской премии (1986) и Государственной премии СССР (1976)[253].
- Яцук, Вадим Петрович (62) — советский и российский актёр театра и кино («Дальнобойщики», «Оплачены смертью», «Общая терапия»), брат-близнец актёра Виктора Яцука[254].

## 7 ноября
- Верле, Жуан (75) — бразильский политический деятель, мэр Порту-Алегри (2002—2005)[255].
- Гедес, Панчо (90) — португальский архитектор, скульптор и художник[256].
- Горобец, Борис Валентинович (87) — советский и российский государственный деятель, бывший начальник Главного управления производства ядерных боеприпасов Минисредмаша СССР [источник не указан 3555 дней].
- Дэвис, Джон (72) — австралийский кинодокументалист и альпинист, один из первовосходителей на Болс-Пирамид (1965)[257].
- Рабовская, Вера Абрамовна (71) — советская и российская актриса, выступавшая на сцене Ставропольского академического театра драмы им. М. Ю. Лермонтова, народная артистка Российской Федерации (2001)[258].
- Томас, Винсент (93) — американский политический деятель, мэр Норфолка (Виргиния) (1976—1984)[259].
- Фарну, Иветт (96) — французская участница движения Сопротивления, дама Большого креста ордена Почётного легиона (2008)[260].
- Хансен, Гуннар (68) — американский актёр[261].
- Хох, Эдди (71) — американский сессионный барабанщик[262].
- Эриксон, Карл-Оке (80) — шведский актёр («Девушка, которая взрывала воздушные замки», «30 дней до рассвета»)[263].

## 6 ноября
- Алексиева, Люба (88) — болгарская актриса театра и кино, жена писателя Петра Незнакомова[264].
- Верас, Бени (80) — бразильский государственный деятель, министр планирования (1994—1995), губернатор штата Сеара (2002—2003)[265].
- Каракулев, Владимир Васильевич (63) — советский и российский учёный в области сельскохозяйственных наук и организатор высшей школы, ректор Оренбургского государственного аграрного университета (с 2009 года), заслуженный работник сельского хозяйства Российской Федерации (1994)[266].
- Кэмпбелл, Бобби (78) — английский футболист и тренер[267].
- Ли Ыль Соль (94) — северокорейский военный и государственный деятель, маршал Корейской народной армии, участник Корейской войны (1950—1953), дважды Герой КНДР, Герой Труда КНДР[268].
- Мейта, Карел (87) — чехословацкий гребец академического стиля, чемпион летних Олимпийских игр в Хельсинки (1952)[269].
- Навон, Ицхак (94) — израильский государственный деятель, президент Израиля (1978—1983)[270].
- Урфани, Джилани (?)[значимость?] — афганский мусульманский богослов, мулла, теоретик умеренного ислама; погиб в результате теракта[271].
- Хажиев, Таниберген Ибраевич (65) — советский и казахстанский кинопродюсер, генеральный директор киностудии «Казахфильм» имени Шакена Айманова (1990—1992)[272].
- Эспиноса, Хосе Анхель (96) — мексиканский актёр и композитор[273].

## 5 ноября
- Ачёрч, Джеймс (87) — австралийский легкоатлет, метатель копья.
- Баррис, Джордж (89) — американский автомобильный дизайнер, создатель Бэтмобиля[274].
- Бентин, Бруно (85) — немецкий географ и государственный деятель, министр туризма ГДР (1989—1990)[275].
- Бринкли, Рич (71) — американский актёр[276].
- Брокштедт, Нора (92) — норвежская эстрадная певица[277].
- Кищак, Чеслав (90) — польский государственный деятель, премьер-министр Польши (1989), министр внутренних дел (1981—1990)[278].
- Лесин, Михаил Юрьевич (57) — российский государственный деятель и медиаменеджер, министр Российской Федерации по делам печати, телерадиовещания и средств массовых коммуникаций (1999—2004), генеральный директор «Газпром-Медиа Холдинга» (2013—2015)[279].
- Мазанец, Гвидо (101) — немецкий композитор и дирижёр[280].
- Моммзен, Ханс (85) — немецкий историк нацизма и Холокоста[281].
- Панкова, Марина Анатольевна (52) — советская волейболистка, чемпионка летних Олимпийских игр в Сеуле (1988), серебряный призёр летних Олимпийских игр в Барселоне (1992), жена тренера Вадима Панкова, мать волейболистов Екатерины Косьяненко и Павла Панкова[282].
- Уилсон, Дел (88) — канадский хоккейный деятель, один из основателей Западной хоккейной лиги, чьим именем назван Дел Уилсон Трофи[283].
- Хавацелет, Эхуд (60) — американский писатель[284].

## 4 ноября
- Акын, Гюльтен (82) — турецкая поэтесса[285].
- Бредов, Инго фон (75) — западногерманский яхтсмен, бронзовый призёр летних Олимпийских игр в Риме (1960)[286].
- Гамалей, Юрий Всеволодович (94) — советский и российский дирижёр, заслуженный артист РСФСР (1977)[287].
- Гилберт, Кеннет (84) — британский актёр (о смерти объявлено этот день)[288][289].
- Голованов, Лев Викторович (88) — советский и российский танцовщик и балетмейстер, народный артист СССР (1981), муж балетмейстера и танцовщицы Тамары Головановой[290].
- Евграфов, Павел Борисович (71) — советский и украинский юрист и государственный деятель, и. о. председателя Конституционного суда Украины (2005—2006)[291].
- Жирар, Рене (91) — французский философ, культуролог, литературовед[292].
- Кнапп, Оле (83) — норвежский государственный деятель, министр промышленности (1990—1992)[293].
- Малько, Иван Сергеевич (99) — участник Великой Отечественной войны, Герой Советского Союза (1945)[294].
- Мамчур, Михаил Вячеславович (58) — советский и российский музыкант, артист оркестра Государственного академического Кубанского казачьего хора, заслуженный артист Украины (1997)[295].
- Мэтисон, Мелисса (65) — американский сценарист и кинопродюсер («Инопланетянин»)[296].
- Пуллинен, Лайла (82) — финский скульптор[297].
- Садек, Ежи[пол.] (73) — польский футболист, нападающий национальной сборной (1965—1971)[298].
- Хейнонен, Вейкко (81) — финский прыгун с трамплина, серебряный призёр чемпионата мира по лыжным видам спорта (1954)[299].
- Цаконас, Костас (72) — греческий актёр[300].
- Шепелев, Николай Петрович (77) — советский и российский химик, директор ВНИИГПЭ (1992—1994), учёный секретарь Федерального института промышленной собственности (с 1997 года)[301].

## 3 ноября
- Барцева, Софья Базыровна (86) — советская бурятская танцовщица, народная артистка Бурятской АССР[302].
- Гранкин, Владимир Михайлович (75) — советский и российский художник, профессор Института искусств НГПУ, заслуженный деятель искусств Российской Федерации (2006)[303].
- Дувидзон, Павел Дмитриевич (62) — российский кинопродюсер[304].
- Кампос, Адриана[исп.] (36) — колумбийская актриса («Виктория»); ДТП[305].
- Кассаб, Джуди (95) — австралийская художница[306].
- Кобл, Ховард (84) — американский государственный деятель, член Палаты представителей США (1985—2015)[307].
- Нгкобо, Лауретта (84) — южноафриканская писательница[308].
- Никитин, Владимир (67 или 68) — советский баскетболист, игрок команд «Динамо» (Волгоград) и «Динамо» (Москва), отец баскетболистки Марии Никитиной[309].
- Феньвеши, Чаба (72) — венгерский фехтовальщик, двукратный чемпион летних Олимпийских игр в Мюнхене (1972), чемпион летних Олимпийских игр в Мехико (1968)[310].
- Цветков, Пламен (63) — болгарский историк, профессор, педагог[311].
- Чалаби, Ахмад (71) — иракский государственный и политический деятель, член Временного управляющего совета Ирака (2003—2004)[312].
- Янда, Франтишек (48) — чешский спортивный функционер, президент Европейской конфедерации фехтования (с 2009 года)[313].

## 2 ноября
- Даль Масетто, Антонио (77) — аргентинский писатель[314].
- Дометт, Рой[англ.] (82) — британский инженер и исследователь в области ракетно-космической техники, создатель «Блэк эрроу»[315].
- Дугган, Кристофер (57) — британский историк[316].
- Дэвис, Майк (79) — британский теннисист и спортивный функционер[317].
- Зеленин, Александр Владимирович (85) — советский и российский биолог, заслуженный деятель науки Российской Федерации (2002)[318][нет в источнике].
- Кармоков, Мухамед Мухажирович (86) — советский и российский писатель, заслуженный работник культуры РСФСР (1989), народный писатель Кабардино-Балкарии (1999)[319].
- Като, Харуко (92) — японская актриса[320].
- Козлов, Алексей Михайлович (80) — советский разведчик-нелегал, Герой Российской Федерации (2000)[321].
- Оверстрит, Томми (78) — американский певец[322].
- Поляк, Мирослав (72) — югославский ватерполист, чемпион летних Олимпийских игр в Мехико (1968)[323].
- Пронин, Игорь Евгеньевич (47) — российский писатель[324].
- Соджа, Эдвард (75) — американский географ[325].
- Сток, Дэвид (76) — американский композитор и дирижёр[326].
- Уэлланд, Колин (81) — британский актёр и сценарист, лауреат премии «Оскар» (1982) («Огненные колесницы»)[327].
- Аль-Харири, Омар (70—71) — ливийский государственный деятель, военный министр (2011)[328].
- Цехановецкий, Анджей (91) — польский учёный-белорусист и общественно-культурный деятель[329].
- Шелл, Дональд (91) — американский учёный в области информатики, разработчик алгоритма сортировки массива — метода Шелла[330].
- Шоу, Артур (91) — английский футболист («Арсенал»), чемпион Англии (1952/1953)[331].

## 1 ноября
- Готье, Ансельмо — итальянский политический деятель, депутат Европейского парламента (1978—1984)[332].
- Деруэль, Рональд (60) — бельгийский легкоатлет, чемпион Европы континентального первенства в помещении в Мадриде (1986)[333].
- Дреер, Ганс (84) — южноафриканский военный деятель, организатор и руководитель Koevoet в Намибии[334].
- Кнышов, Геннадий Васильевич (81) — советский и украинский кардиохирург, директор Института сердечно-сосудистой хирургии имени Н. М. Амосова (с 1988 года), иностранный член Российской академии наук (2014), Герой Украины (2004)[335].
- Мактир, Хьюстон (58) — американский спринтер, мировой рекордсмен в беге на 60 метров (1978)[336].
- Рубекин, Борис Александрович (46) — российский рок-музыкант («Аквариум»)[337].
- Салгейро Гросс, Глория (74) — сальвадорский государственный деятель, Председатель Законодательной ассамблеи Сальвадора (1994—1997)[338].
- Томпсон, Фред Далтон (73) — американский политический деятель, актёр и юрист, сенатор США от штата Теннесси (1994—2003)[339].
- Фонсека-и-Кошта, Жозе (82) — португальский режиссёр, сценарист и актёр[340].
- Хабеев, Шамиль Камильевич (54) — советский и российский детский хореограф, заслуженный работник культуры Российской Федерации (2012)[341].
- Хэнкок, Стивен (89) — британский актёр[342].
- Шабовски, Гюнтер (86) — восточногерманский государственный деятель и журналист, член Политбюро Центрального комитета СЕПГ (1984—1989)[343].